# Itoigawa
Itoigawa (jap. 糸魚川市 Itoigawa-shi) – miasto w Japonii w prefekturze Niigata, na wyspie Honsiu, nad Morzem Japońskim.

## Położenie
Miasto leży w południowej części prefektury. Miasto graniczy z:
- Jōetsu
- Myōkō
- Hakuba

## Historia
Miasto utworzono 1 czerwca 1954 roku.

## Transport

### Kolej
W mieście znajduje się stacja kolejowa Itoigawa oraz stacje Ichiburi, Oyashirazu, Ōmi, Kajiyashiki, Uramoto, Nō oraz Tsutsuishi na linii JR Głównej Hokuriku oraz stacje:Hiraiwa, Kotaki, Nechi, Kubiki-Ōno oraz Himekawa na Linii Ōito.

### Drogowy
Przez miasto przebiegają drogi:
- Autostrada Hokuriku
- Drogi krajowe nr: 8, 148